# نیکولاوس هیرشل
نیکولاوس هیرشل (آلمانی: Nickolaus Hirschl؛ ۲۰ مارس ۱۹۰۶ – ۱۰ اکتبر ۱۹۹۱) کشتی‌گیر و پرتاب‌گر دیسک و وزنه و ورزشکار پنج‌گانه یهودی اهل اتریش بود.
از افتخارات وی می‌توان به کسب ۲ مدال برنز کشتی آزاد و فرنگی وزن Heavyweight در بازی‌های المپیک تابستانی ۱۹۳۲ اشاره کرد.